# Nhạc Chung Hoàng
Nhạc Chung Hoàng (chữ Hán: 岳鍾璜, ? – 1766), người Thành Đô, Tứ Xuyên, tướng lãnh nhà Thanh trong lịch sử Trung Quốc.

## Cuộc đời và sự nghiệp
Chung Hoàng có tổ tịch ở phủ Lâm Thao, tỉnh Cam Túc . Năm Khang Hi thứ 49 (1710), bác của Chung Hoàng là Nhạc Thăng Long xin nhập tịch vào phủ Thành Đô, tỉnh Tứ Xuyên, nên cả nhà họ Nhạc đều dời về đấy. Cha là Nhạc Siêu Long, được làm đến Hồ Quảng đề đốc.
Năm Ung Chính thứ 7 (1729), nhà Thanh chinh thảo Chuẩn Cát Nhĩ, nhờ Nhạc Chung Kỳ (con trai của Nhạc Thăng Long) tâu xin cho Chung Hoàng hiệu lực ở Tây lộ quân, nên ông được thụ chức Lam linh thị vệ, rồi trừ chức Loan nghi vệ coi nghi thức.
Năm Càn Long đầu tiên (1736), Chung Hoàng được cất nhắc làm Tứ Xuyên Uy Mậu doanh Tham tướng. Sau 2 lần thăng chức, Chung Hoàng được làm tổng binh, lần lượt đảm nhiệm các trấn Kiến Ninh, Nam Cống, Khai Hóa, Chiêu Thông. Về sau Chung Hoàng được cất nhắc làm Quảng Tây đề đốc; đến khi Chung Kỳ mất (1754), ông được thay làm Tứ Xuyên đề đốc. Như vậy Chung Hoàng là thế hệ thứ 2, người thứ 3 trong nhà họ Nhạc đảm nhiệm chức vụ này (trước đó là cha con Nhạc Thăng Long và Nhạc Chung Kỳ).
Chung Hoàng dâng sớ nói: “Tùng Phan tổng binh theo lệ xuất tái để hóa Phiên , 3 năm/lần. Người Phiên tính đa nghi, được điều động thì lần lữa, rồi bên này với bên kia phòng bị lẫn nhau, rất trái với mục đích ban đầu. Lại thêm đường hiểm trở và xa xôi nên hao phí nhiều, khiến họ thác bệnh không đến, chỉ có thổ tư ở phụ cận ra lĩnh thưởng, thành ra hữu danh vô thật. Xin đình chỉ, để giảm hao phí.” Triều đình nghe theo.
Đại Kim Xuyên thổ tư Lang Tạp xâm phạm Cách Bố Thập Cha thổ tư, Cách Bố Thập Cha tập hợp quân đội của 9 thổ tư tấn công Kim Xuyên, giằng co vài năm không dứt; Lang Tạp xin triều đình cho bãi binh. Năm thứ 31 (1766) , Chung Hoàng soái binh xuất tái, đến Lạp Tất Tư Mãn đóng trại, triệu Lang Tạp ra, lệnh cho ông ta trả lại đất đai cùng dân chúng của các thổ tư ở Mục Nhĩ Tân Cương, nên 9 thổ tư đều bãi binh. Chung Hoàng trở về thì mất, được ban lễ Tế táng, thụy là Trang Khác.